# Stefi Geyer

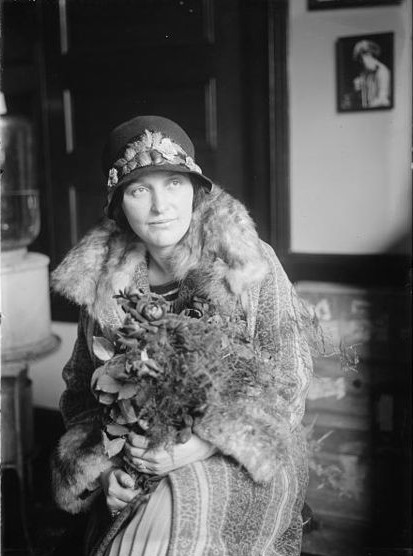
Stefi Geyer

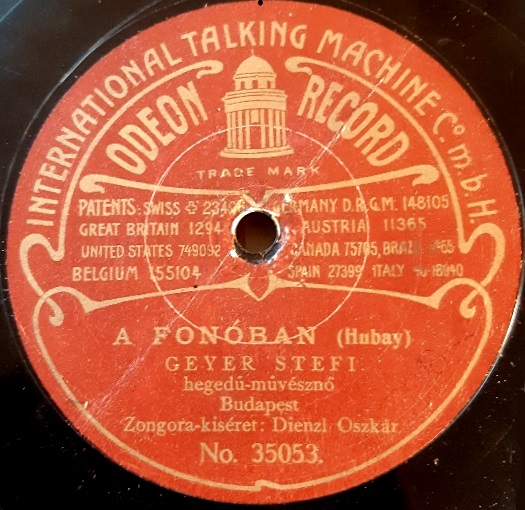
Frühe Schallplatte von Stefi Geyer (Budapest 1904)

Stefi Geyer (* 28. Juni 1888 in Budapest; † 11. Dezember 1956 in Zürich) war eine ungarische Violinistin und lehrte von 1934 bis 1953 am Konservatorium Zürich.

## Leben
Stefi Geyer erhielt im Alter von drei Jahren Violinunterricht von ihrem Vater Josef Geyer, einem Polizeiarzt. Von 1898 bis 1902 wurde sie von Jenő Hubay an der Franz-Liszt-Musikakademie in Budapest unterrichtet und trat als neunjähriges Wunderkind erstmals öffentlich auf.
Als Wunderkind unternahm Stefi Geyer Konzertreisen in Europa und Amerika, sie hatte aber auch als „gereifte Künstlerin“ Erfolge und debütierte Anfang des 20. Jahrhunderts u. a. im Leipziger Gewandhaus oder mit den Berliner Philharmonikern. Sie begeisterte nicht nur durch ihre Musikalität und ihr technisches Können, sondern auch durch ihre Persönlichkeit und ihr Aussehen. Béla Bartók und Othmar Schoeck (die sich beide in Stefi verliebten) haben Violinkonzerte für sie geschrieben. Auch Willy Burkhard hat sein 1943 vollendetes Violinkonzert Stefi Geyer und Paul Sacher zugeeignet.
1911 zog Stefi Geyer nach Wien und heiratete den Rechtsanwalt Edwin Jung, der am Ende des Ersten Weltkrieges an der Spanischen Grippe starb. 1920 heiratete sie den Schweizer Komponisten und Pianisten Walter Schulthess und zog nach Zürich, von wo aus sie ihre Konzerttätigkeit fortsetzte. Ihr Mann komponierte für sie Violin-Werke, die sich großer Beliebtheit erfreuten.
Von 1934 bis 1953 lehrte sie am Konservatorium Zürich. 1941 war sie Gründungsmitglied des Collegium Musicum Zürich, dessen Konzertmeisterin sie wurde. 1941 gründete sie zusammen mit Rudolf Baumgartner, Ottavio Corti und Eric Guignard das Stefi-Geyer-Quartett.
Stefi Geyer bildete zahlreiche Musiker aus, unter anderen den Schweizer Komponisten Klaus Huber (1924–2017). Sie hatte sich auch sehr für Maria Stader eingesetzt, als diese noch in der Ausbildung war. Zu ihren Schülerinnen zählte auch Aida Stucki, bei der später auch Anne Sophie Mutter studierte.